# Константин (Островский)
Митрополит Константи́н (в миру Илья́ Константи́нович Остро́вский; 3 августа 1977, Москва) — архиерей Русской православной церкви, митрополит Каирский и Северо-Африканский, Патриарший экзарх Африки.

## Биография
Родился 3 августа 1977 года в Москве. Отец: протоиерей Константин Островский, настоятель Успенского храма г. Красногорска Московской области. Старший из четырёх братьев, двое из которых — священники. Младший брат — иерей Павел Островский, известный миссионер.
В 1990—1995 годы исполнял различные послушания в Успенском храме города Красногорска. В 1994 году окончил среднюю школу и детскую церковную музыкальную школу при Успенском храме города Красногорска.
В 1995 году поступил в Московскую духовную семинарию, которую окончил в 1999 году. В 1999 году поступил в Московскую духовную академию, которую окончил в 2003 году.
В 1997—2002 годы был иподиаконом у митрополита Крутицкого и Коломенского Ювеналия (Пояркова).
9 октября 1998 года поставлен во чтеца ректором МДА архиепископом Верейским Евгением (Решетниковым). 6 января 2001 года пострижен в монашество митрополитом Крутицким и Коломенским Ювеналием (Поярковым) с именем Константин в честь священномученика Константина Богородского. 15 февраля 2001 года рукоположён во диакона, а 2 декабря 2002 года — во пресвитера с возложением набедренника.
В 2002—2012 годы исполнял послушание проректора Коломенской духовной семинарии по воспитательной работе. В 2003—2012 годы руководил хором Коломенской духовной семинарии. С 2003 года преподавал там же сравнительное богословие на 4 курсе. С 2007 по 2012 годы преподавал Церковное пение на 2 курсе.
В 2003—2006 годах исполнял послушание члена Епархиального совета Московской (областной) епархии. 12 января 2004 года включён в состав Епархиальной богослужебной комиссии и назначен её секретарем. В том же году назначен клириком Введенского храма Коломенской духовной семинарии. В 2005 году назначен председателем Отдела религиозного образования и катехизации Московской епархии и членом Координационного совета по взаимодействию между Министерством образования Московской области и Московской (областной) епархией.
11 декабря 2009 года назначен регентом созданного тогда же хора духовенства Московской (областной) епархии, в состав которого вошли священнослужители епархии, студенты Коломенской духовной семинарии и миряне. Хор принимал активное участие в основных событиях церковной жизни Московской епархии: ежегодно пел на рождественских и пасхальных богослужениях в Успенском храме Новодевичьего монастыря города Москвы, участвовал в архиерейских богослужениях в городах Московской области, неоднократно сопровождал патриаршие богослужения в Успенском соборе Московского Кремля и в храмах Московской епархии. Управлял хором до лета 2012 года.
14 июня 2011 года назначен заведующим созданными тогда же Миссионерско-катехизаторскими курсами Московской епархии. Целями курсов были подготовка, переподготовка и повышение квалификации миссионеров-катехизаторов, преподавателей церковно-приходских школ, социальных и молодёжных работников для приходов и монастырей Московской епархии.
26 июля 2012 года решением Священного синода РПЦ избран епископом Зарайским, викарием Московской (областной) епархии и назначен на должность ректора Коломенской духовной семинарии.
29 июля 2012 года в Смоленском соборе Новодевичьего женского монастыря митрополитом Крутицким и Коломенским Ювеналием возведён в сан архимандрита.
31 июля 2012 года в крестовом храме в честь Владимирской иконы Божией Матери рабочей Патриаршей резиденции в Чистом переулке наречён во епископа Зарайского, викария Московской епархии. Чин наречения возглавил Патриарх Московский и всея Руси Кирилл.
12 августа 2012 года в новоосвящённом храме Трёх святителей Коломенской православной духовной семинарии был хиротонисан во епископа Зарайского, викария Московской епархии. Епископскую хиротонию совершили: Патриарх Московский и всея Руси Кирилл, митрополит Крутицкий и Коломенский Ювеналий (Поярков), митрополит Саранский и Мордовский Варсонофий (Судаков), архиепископ Можайский Григорий (Чирков), архиепископ Верейский Евгений (Решетников), епископ Солнечногорский Сергий (Чашин).
20 декабря 2012 года на годичном Епархиальном собрании Московской (областной) епархии был избран членом Епархиального совета на 3 года.
12 марта 2013 году назначен председателем созданной тогда же Аттестационной комиссии Московской (областной) епархии. Аттестационной комиссии была призвана проводить аттестацию новорукоположенного духовенства. 25 июня 2013 года назначен заведующим Библейско-богословских курсов имени преподобного Сергия Радонежского Московской (областной) епархии.
2 июня 2014 году в Московской духовной академии защитил кандидатскую диссертацию на тему «История и учение „Церкви последнего завета“ (секта Виссариона)». По результатам защиты присуждена степень кандидата богословия.
23 октября 2014 года решением Священного Синода РПЦ введён в состав Межсоборного присутствия Русской Православной Церкви.
В 2014 году назначен сопредседателем Координационного совета по взаимодействию между Министерством образования Московской области и Московской (областной) епархией.
В 2015 году избран Вице-президентом Ассоциации педагогов духовно-нравственной (православной) культуры Московской области.
10 апреля 2019 года назначен заведующим Курсов базовой подготовки в области богословия для монашествующих Московской (областной) епархии
25 августа 2020 года решением Священного Синода Русской православной церкви назначен председателем комиссии Межсоборного присутствия по богослужению и церковному искусству.
13 апреля 2021 года епископу Константину определено быть викарием митрополита Крутицкого и Коломенского. 14 июля 2021 года митрополитом Крутицким и Коломенским Павлом (Пономарёвым) был назначен председателем Аттестационной комиссии Коломенской епархии.
В том же году решением Архиерейского совета Московской митрополии был назначен председателем Межъепархиального отдела по координации духовно-просветительской, образовательной деятельности. Также стал сопредседателем Координационного совета по взаимодействию между Московской митрополией и Министерством образования Московской области.
1 июля 2022 года решением Учёного совета Московской духовной академии был избран почётным членом МДА.
25 августа 2022 года решением Священного Синода Русской Православной Церкви назначен викарием Патриарха Московского и всея Руси, с поручением возглавить создаваемый миссионерский отдел Московской епархии, с освобождением от должности ректора Коломенской духовной семинарии и выражением благодарности за понесенные труды.
14 сентября 2022 года указом Патриарха Кирилла назначен настоятелем храма святителя Филиппа, митрополита Московского в Мещанской слободе города Москвы.
24 августа 2023 года решением Священного Синода Русской Православной Церкви включен в состав Синодальной богослужебной комиссии.
11 октября 2023 года решением Священного Синода Русской Православной Церкви назначен исполняющим обязанности Патриаршего экзарха Африки.
16 февраля 2024 года Священный Синод Александрийского патриархата постановил лишить сана епископа Зарайского Константина. Сам епископ Константин в беседе с РИА на это сказал: «Я — епископ Русской Православной Церкви, подчиняюсь Патриарху Московскому и всея Руси как его викарий и Священному Синоду Русской Православной Церкви как любой из ее епископов».
12 марта 2024 года Священный Синод Русской православной церкви постановил «считать незаконным и недействительным решение Синода Александрийского Патриархата об „извержении из сана“ исполняющего обязанности Патриаршего экзарха Африки епископа Зарайского Константина», а также утвердил его в должности Патриаршего экзарха Африки.
24 марта 2024 года в кафедральном соборном Храме Христа Спасителя в связи с утверждением в должности патриаршего экзарха Африки патриархом Кириллом возведён в сан митрополита.
29 августа 2024 года указом Патриарха Кирилла был освобожден от должности председателя Миссионерского отдела Московской (городской) епархии с выражением благодарности за понесённые труды.
24 июля 2025 года решением Священного Синода был назначен епархиальным архиереем Северо-Африканской епархии с титулом «Каирский и Северо-Африканский» c оставлением временным управляющим Южно-Африканской епархией.

## Награды
- 2003 — Медаль Преподобного Сергия Радонежского I степени
- 2008 — Орден святителя Иннокентия, митрополита Московского и Коломенского III степени
- 2010 — почётная грамота Министерства образования Московской области
- 2011 — медаль Московской епархии «За усердное служение» III степени
- 2014 — благодарность Губернатора Московской области
- 2016 — знак Московской области преподобного Сергия Радонежского
- 2017 — медаль Московской епархии «За усердное служение» I степени
- 2018 — медаль Московской епархии «За просветительские труды» I степени
- 2020 — медаль Московской епархии «За жертвенные труды» I степени
- 2022 — почётная грамота Министерства образования Московской области
- 2022 — медаль Тверской епархии священномученика Фаддея Тверского I степени

## Публикации
- Последование архиерейских богослужений: Практика Московской епархии // Московские епархиальные ведомости. 2002. — № 5/6. — С. 52-67;
- Указания для ставленников во иерея и диакона: Практика Московской епархии // Московские епархиальные ведомости. 2002. — № 7/8. — С. 75-79;
- О поминовении усопших в период пения Цветной Триоди // Московские епархиальные ведомости. 2005. — № 3/4. — С. 110—112;
- Памяти о. Матфея [архим. Матфея (Мормыля)] // Встреча. МДА. Сергиев Посад, 2009. — № 1 (29). — С. 62-64;
- Сообщение иеромонаха Константина (Островского), председателя Епархиального отдела религиозного образования и катехизации на собрании благочинных и председателей отделов Московской епархии // официальный сайт Московской областной епархии, 11 марта 2010
- «Приятно видеть, что среди поступивших нет случайных в церкви людей…» // Журнал Московской Патриархии. 2012. — № 9. — С. 22;
- Песнопения для встречи и облачения архиерея // Журнал Московской Патриархии. 2013. — № 2. — С. 99-103.
- Проблема «добра» и «зла» в учении секты Виссариона («Церковь последнего завета») // bogoslov.ru, 13 мая 2014
- Представление основателя секты «Церковь последнего завета» Виссариона о Ветхом и Новом Заветах // bogoslov.ru, 30 мая 2014
- Епископ Зарайский Константин: Документ о Евхаристии лишь фиксирует традиции // «Православие и мир», 1 февраля 2015